# مركز الرماية والتدريب التكتيكي لقوات الدفاع الجوي (مصر)
مركز الرماية والتدريب التكتيكي لقوات الدفاع الجوي هو أحد المراكز التدريبية للقوات المسلحة المصرية ويعد من أحدث مراكز الرماية وأكبرها في الشرق الأوسط. والذي تم تطويره ليكون مجهزاً بمنشآت دائمة ومزوداً بأحدث الأنظمة والكاميرات السريعة التي تمكن من تقييم وتحليل نتائج الرماية بصورة دقيقة، ويتم فيه تدريب حقيقي على الرماية علي طائرات هدفية ذات مواصفات مختلفة من خلال تنفيذ معسكرات تدريب لوحدات الدفاع الجوي المصري. تم تصميم المركز بما يسمح لجميع أنواع الصواريخ والمدفعية المضادة للطائرات بتنفيذ الرمايات الحقيقية بهدف رفع كفاءة القوات في الموضوعات التخصصية والوصول إلى أعلى مستويات التدريب من مستوي الطاقم حتى مستوى الكتيبة وذلك من خلال معسكرات تدريب يتم أثنائها تنفيذ تدريب عملي على جميع الإجراءات التي تضمن تنفيذ الرماية الناجحة.